# Riolobos
Riolobos là một đô thị trong tỉnh Cáceres, Extremadura, Tây Ban Nha. Theo điều tra dân số 2006 (INE), đô thị này có dân số là 1268 người.

## Biến động dân số
| 2001  | 2002  | 2003  | 2004  | 2005  | 2006  | 2007  |
| ----- | ----- | ----- | ----- | ----- | ----- | ----- |
| 1.490 | 1.477 | 1.421 | 1.372 | 1.316 | 1.268 | 1.225 |